# Coatecas Altas
Coatecas Altas là một đô thị thuộc bang Oaxaca, México. Năm 2005, dân số của đô thị này là 4882 người.